# Allt för Sverige
Allt för Sverige é um reality show sueco vencedor do prêmio Emmy baseado no formato original norueguês The Great Norway Adventure, também chamado Alt for Norge. A primeira temporada foi exibida na SVT1 de 30 de outubro de 2011 a 18 de dezembro de 2011. O apresentador do programa é Anders Lundin.
A série é sobre sueco-americanos que retornam às suas raízes suecas. O programa proporciona aos participantes mais informações sobre suas famílias ancestrais, visitando alguns locais onde seus antepassados viveram. Os membros do elenco aprendem sobre a cultura, os costumes, a comida e as peculiaridades do país. À medida que os episódios da temporada avançam, os participantes deixam o programa após perderem desafios e, portanto, descobrem menos sobre sua ancestralidade.  

## Primeira temporada (2011)

### Concorrentes
- Janis Babcock, 40 anos, Minnesota[4]
- Eric Chellen, 50 anos, Minneapolis, Minnesota[5]
- Guy Clark, 50 anos, Middletown, New York[6]
- Shastin Corona, 35 anos, St. Augustine, Florida[7]
- Brian Gerard, 39 anos, Louisville, Kentucky[8]
- Jennifer Grannis, 40 anos, Ponte Vedra Beach, Flórida[9]
- Kirstin Highfield, 28 anos, Colorado Springs, Colorado[10]
- Greg Magnuson, 37 anos, Los Angeles, Califórnia[11]
- Jessica Pleyel, 22 anos, Grand Rapids, Michigan[12]
- Brett Ratell, 46 anos, Bay City, Michigan[13]

### Episódios
| Episódio | Data de transmissão    | Locais                        | Dia especial                       | Eliminado                                    |
| -------- | ---------------------- | ----------------------------- | ---------------------------------- | -------------------------------------------- |
| 1        | 2011                   | Torekov / Skåne; Mellbystrand | Guy Clark (Hallands Väderö, Skåne) | Sem eliminação                               |
| 2        | 2011                   | Duvemåla                      |                                    | Jennifer Grannis                             |
| 3        | 2011                   | Öland                         |                                    | Brett Ratell                                 |
| 4        | 2011                   | Stockholm                     |                                    | Janis Babcock                                |
| 5        | 2011                   | Birka                         |                                    | Jessica Pleyel                               |
| 6        | 2011                   | Jokkmokk                      |                                    | Greg Magnuson                                |
| 7        | 2011                   | Järvsö                        |                                    | Eric Chellen                                 |
| 8        | 18 de dezembro de 2011 | Utö                           |                                    | Shastin Corona, Kirstin Highfield, Guy Clark |

O vencedor da 1ª temporada do Allt för Sverige foi Brian Gerard.
No oitavo e último episódio, filmado na ilha de Utö e transmitido em 18 de dezembro de 2011, o pregador do Kentucky Brian Gerard, o designer de Nova York Guy Clark, a estudante do Colorado Kirstin Highfield e o policial da Flórida Shastin Corona participaram da final. Kirstin e Shastin terminaram em 3º e 4º lugares respectivamente, deixando Brian e Guy competindo pelo 1º lugar. No final, foi Brian quem venceu por menos de 10 segundos. Brian conheceu a parte sueca de sua família no final do último episódio.